# Municipio de Sheldon (Minnesota)
El municipio de Sheldon (en inglés: Sheldon Township) es un municipio ubicado en el condado de Houston en el estado estadounidense de Minnesota. En el año 2010 tenía una población de 266 habitantes y una densidad poblacional de 3,45 personas por km².

## Geografía
El municipio de Sheldon se encuentra ubicado en las coordenadas 43°42′35″N 91°33′0″O / 43.70972, -91.55000. Según la Oficina del Censo de los Estados Unidos, el municipio tiene una superficie total de 77.07 km², de la cual 76,92 km² corresponden a tierra firme y (0,19 %) 0,15 km² es agua.

## Demografía
Según el censo de 2010, había 266 personas residiendo en el municipio de Sheldon. La densidad de población era de 3,45 hab./km². De los 266 habitantes, el municipio de Sheldon estaba compuesto por el 95,49 % blancos, el 0,38 % eran asiáticos y el 4,14 % eran de una mezcla de razas. Del total de la población el 0 % eran hispanos o latinos de cualquier raza.